# گورستان چشمه سنگی
قبرستان چشمه سنگی مربوط به دوران‌های تاریخی پس از اسلام است و در شهرستان اسلام‌آباد غرب، بخش حمیل، دهستان حمیل، غرب روستای چشمه سنگی واقع شده و این اثر در تاریخ ۱۴ اسفند ۱۳۸۵ با شمارهٔ ثبت ۱۷۸۲۳ به‌عنوان یکی از آثار ملی ایران به ثبت رسیده است.